# Colonia Granjas México
Granjas México es una colonia del centro-oriente de Ciudad de México, ubicada en Iztacalco, a pocos kilómetros del Centro Histórico y el Aeropuerto Internacional de la Ciudad de México. Abarca un área aproximada de 1,800,000 m² y un perímetro de 1,807 metros lineales ocupando el 15.21% de la superficie del territorio de Iztacalco, lo que la convierte en la tercera colonia más grande de la demarcación, solo detrás de las colonias Agrícola Oriental y Agrícola Pantitlán.
Sus límites territoriales son al norte con el Viaducto Río de la Piedad, al poniente con Eje 3 Oriente Francisco del Paso y Troncoso/Av. Azúcar, al sur con Eje 4 Sur Av. Plutarco Elías Calles/Av. Té, al suroriente con Eje 3 Sur Av. Vainilla y Sur 187 y finalmente al oriente con Eje 4 Oriente Río Churubusco y Oriente 217.
Las colonias circundantes son al norponiente con Magdalena Mixhuca, al norte con Jardín Balbuena, Ignacio Zaragoza y Puebla, estas cuatro pertenecientes a Venustiano Carranza; al  poniente con La Cruz y Fraccionamiento Coyuya; al sur con Barrio Tlazintla, Gabriel Ramos Millán Secc. Tlacotal, Secc. Bramadero y Ex-Ejido de la Magdalena Mixhuca y al oriente con Cuchilla Agrícola Oriental, Agrícola Oriental y El Rodeo.

## Origen e historia
Por su ubicación, fue un lugar estratégico para el tránsito de la ciudad. Por el Canal de la Viga, canal principal de Iztacalco, pasó la producción de alimentos y otras mercancías surgida de las actuales zonas de Iztapalapa, Tláhuac, Chalco, Xochimilco, Míxquic y Milpa Alta. Alrededor de 1930 empezó a cambiar al cegar el canal principal. Esto dio lugar a que Iztacalco se pudiera urbanizar durante los años 40 y 50, dando nacimiento a varias colonias entre ellas, la Granjas México.
Aún en los años 70 en esta colonia, se alcanzaban a ver áreas de cultivo, y para los años 80 prácticamente ya no quedaban hortalizas en Granjas México. La fisonomía de la colonia cambió de un lugar verde y de mucha vegetación a una zona urbana de industria, comercios y zonas residenciales. Hoy ya no quedan áreas verdes, siendo la Ciudad Deportiva Magdalena Mixiuhca la mayor área verde en la delegación.

## Geografía física

### Límites
| Noroeste: Magdalena Mixhuca Venustiano Carranza | Norte: Jardín Balbuena, Ignacio Zaragoza. Puebla Venustiano Carranza | Nordeste: Cuchilla Agrícola Oriental Iztacalco      |
| Oeste: La Cruz Iztacalco                        |                                                                      | Este: Agrícola Oriental, El Rodeo Iztacalco         |
| Suroeste: Fraccionamiento Coyuya Iztacalco      | Sur: Barrio Tlazintla, Gabriel Ramos Millán Iztacalco                | Sureste: Ex-Ejido de la Magdalena Mixhuca Iztacalco |